# Scarpoint
Scarpoint är ett svenskt metalband som bildades 1999 av Henrik Englund och Zoran Kukulj. Bandet kompletterades sedan med Erik Thyselius, Chris Goldsmith och Ola Englund. Bandet har skivkontrakt med Cosmos Music Group.

## Medlemmar
Nuvarande medlemmar
- Chris Goldsmith – basgitarr, sång
- Zoran Kukulj – gitarr (2000– )
- Henrik Englund – sång (2000– )
- Ola Englund – gitarr (2010– )
- Mattias Norgren – trummor (2013– )

Tidigare medlemmar
- Eric Holmberg – basgitarr
- Markus – basgitarr
- Nicke Karlsson – trummor
- Pablo Magallanes – gitarr (?–2009)
- Alexander Nord – gitarr (2000–?)
- Erik Thyselius – trummor (2007–2013)

Turnerande medlemmar
- André Skaug – basgitarr (2010)

## Diskografi
Demo
- 2003 – Oblivion
- 2003 – Promo 2003

Studioalbum
- 2007 – The Silence We Deserve
- 2011 – The Mask of Sanity

Singlar
- 2010 – "Open Your Eyes"